# Ljudstvo Mursi
Mursi (ali Mun, kot sami sebe imenujejo) so surmska etnična skupina v Etiopiji. V glavnem prebivajo v coni Debub Omo v regiji Regionalna država Južne Etiopije, blizu meje z Južnim Sudanom. Po nacionalnem popisu leta 2007 je bilo Mursijev 11.500, od tega jih je 848 živelo v mestnih območjih; od skupnega števila jih je 92,25 % živelo v regiji Regionalna država Južne Etiopije.
Obdan z gorami med reko Omo in njenim pritokom Mago, je dom Mursijev ena najbolj izoliranih regij v državi. Njihovi sosedje so Aari, Banna, Mekan, Karo, Kvegu, Njangatom in Suri. Etiopska vlada jih združuje skupaj z Me'en in Kvegu pod imenom Surma.

## Jezik
Mursi govorijo mursi jezik kot materni jezik. Je del surmske jezikovne družine. Mursi je tesno povezan (več kot 80 % soroden) z Me'en, Suri, Kvegu in plemeni v Južnem Sudanu, kot so Murle, Didinga, Tenet in Boja. Po nacionalnem popisu leta 1994 je bilo 3163 ljudi, ki so bili identificirani kot Mursi; 3158 jih je govorilo mursi kot prvi jezik, 31 pa kot drugi jezik. Glede na analitično knjigo nacionalnega popisa leta 1994, kjer je bil Mursi razvrščen pod Me'en, je bilo 89,7 % enojezičnih, drugi jezik, ki so ga govorili, pa je bil benč (4,2 %), amharščina, ki je eden od šestih uradnih jezikov Etiopije (3,5 %) in Kafa (1,1 %).
Za jezik Mursi obstajata dva pravopisa. Ena temelji na amharščini, čeprav je jezik Mursi eden od surmskih jezikov z nezdružljivimi strukturami samoglasnikov ter naglašenimi in nenaglašenimi soglasniki v primerjavi z amharščino. Druga primernejša abeceda je na osnovi latinice. Ortografijo na osnovi latinice sta razvila David Turton in Moges Yigezu z Univerze v Adis Abebi.

## Vera in kultura
Tako kot mnogi agro-pastirji v vzhodni Afriki, Mursi verjamejo, da doživljajo silo, ki je večja od njih samih, in jo imenujejo Tumvi. Ta je običajno na nebu, čeprav se včasih Tumvi manifestira kot stvar neba (ahi a tumvin), kot je mavrica ali ptica. Glavni verski in obredni urad v družbi je Kômoru, duhovnik ali šaman. To je podedovana funkcija, za razliko od bolj neformalne politične vloge Džalabe. Komoru v svoji osebi uteleša blaginjo skupine kot celote in deluje kot sredstvo komunikacije med skupnostjo in bogom (Tumvi), zlasti ko jo ogrožajo dogodki, kot so suša, škodljivci na pridelku in bolezni. Za njegovo vlogo je značilno izvajanje javnih obredov za dež, za zaščito ljudi, goveda in pridelkov pred boleznimi ter za obrambo ogroženih napadov drugih plemen. V idealnem primeru, da bi ohranili to povezavo med ljudmi in Tumvi, Komoru ne bi smel zapustiti Mursilanda ali celo svoje lokalne skupine (bhuran). Zlasti en klan, Komortê, velja za, par excellence, duhovniški klan, vendar obstajajo duhovniške družine v dveh drugih klanih, in sicer Garikuli in Bumai.
Vera ljudstva Mursi je razvrščena kot animizem, čeprav so nekateri Mursi sprejeli krščanstvo. V severovzhodnem kotu Mursilanda je služenje v misijonski postaji, ki nudi izobraževanje, osnovno zdravstveno oskrbo in poučevanje krščanstva.

## Življenjski cikli
Mursi so podvrženi različnim obredom prehoda, izobraževalnim ali disciplinskim postopkom. Ploščice za ustnice so dobro znan vidik Mursi in Surma, ki sta verjetno zadnji skupini v Afriki, med katerimi je še vedno običajno, da ženske v spodnjih ustnicah nosijo veliko keramiko, lesene diske ali 'krožnike'. Dekleta prebadajo ustnice pri 15 ali 16 letih. Občasno ploščice za ustnice nosijo na plesu neporočene ženske, vse pogosteje pa jih nosijo, da bi pritegnile turiste, da bi zaslužile nekaj dodatnega denarja. Ploščice za ustnice so znane kot dhebi a tugoin.
Ceremonialni dvoboj (thagine), oblika ritualiziranega moškega nasilja, je zelo cenjena in priljubljena dejavnost Mursijevih moških, zlasti neporočenih moških, in ključni označevalec Mursijeve identitete. Starostne skupine so pomembna politična značilnost, kjer so moški oblikovani v imenovane "starostne skupine" in gredo skozi številne "starostne stopnje" tekom svojega življenja; poročene ženske imajo enak starostni razred kot njihovi možje.

## Dolina ob spodnjem toku reke Omo
Fundacija za afriške parke in uradniki vladnih parkov so obtoženi, da so prisilili Mursije, da so se brez odškodnine odpovedali svoji zemlji v mejah narodnega parka Omo. Dokumenti se uporabljajo za legalizacijo meja parka, ki so ga prevzeli Afriški parki.
Skupina, imenovana Native Solutions to Conservation Refugees pravi, da bodo zaradi dokumentov Mursiji postali 'nezakoniti skvoterji' na lastni zemlji in da podobna usoda doleti ljudstva Suri, Dizi, Me'en in Njangatom, ki prav tako živijo znotraj parka. Ko je Fundacija za afriške parke prevzela narodni park Omo, so se Mursiji bali, da bodo sčasoma izgnani s svoje zemlje, kot Gudži-Oromo v narodnem parku Nečasar. Zaradi naraščajočih pritiskov borcev za človekove pravice je Fundacija Afriških parkov leta 2007 objavila svoje načrte, da zapusti narodni park Omo. Mursi so julija 2008 svoje ozemlje razglasili za območje ohranjanja skupnosti in začeli projekt skupnostnega turizma.

## Jez Gibe III
Jez hidroelektrarne Gibe III v srednjem porečju reke Omo in dokončan oktobra 2015 je močno spremenil poplavni režim, od katerega je odvisno preživetje na tisoče ljudi v spodnjem porečju. Z uravnavanjem rečnih tokov in 'dvigom' nizkih pretokov v sušnem obdobju bo omogočil tudi razvoj obsežnih komercialnih namakalnih shem, čeprav zadnje naročeno poročilo kaže, da v reki Omo ni dovolj vode za namakanje predlagane površine nasadov. Najbolj ambiciozno med njimi že izvaja državna Ethiopian Sugar Corporation na zemljišču, ki je bodisi vzeto iz narodnega parka Omo ali pa ga trenutno zasedajo Bodi, Mursi, Njangatom in Kara. Če bodo trenutni načrti uresničeni, bo spodnji Omo postal daleč največji namakalni kompleks v Etiopiji, ki bo vsaj podvojil celotno namakano površino v državi.